# Jour national de prière
Le Jour national de prière (36 U.S.C. § 119) est une célébration de prière et de méditation, établie par le Congrès des États-Unis en 1952 et qui se déroule chaque année le premier jeudi du mois de mai.